# 30 noiembrie
ianuarie • februarie • martie  • aprilie  • mai  • iunie  • iulie  • august  • septembrie  • octombrie  • noiembrie  • decembrie
30 noiembrie este a 334-a zi a calendarului gregorian și a 335-a zi în anii bisecți. Mai sunt 31 de zile până la sfârșitul anului.

## Evenimente

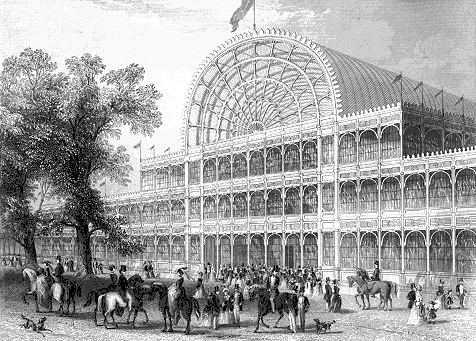
1936: La Londra, Palatul de Cristal este distrus într-un incendiu.

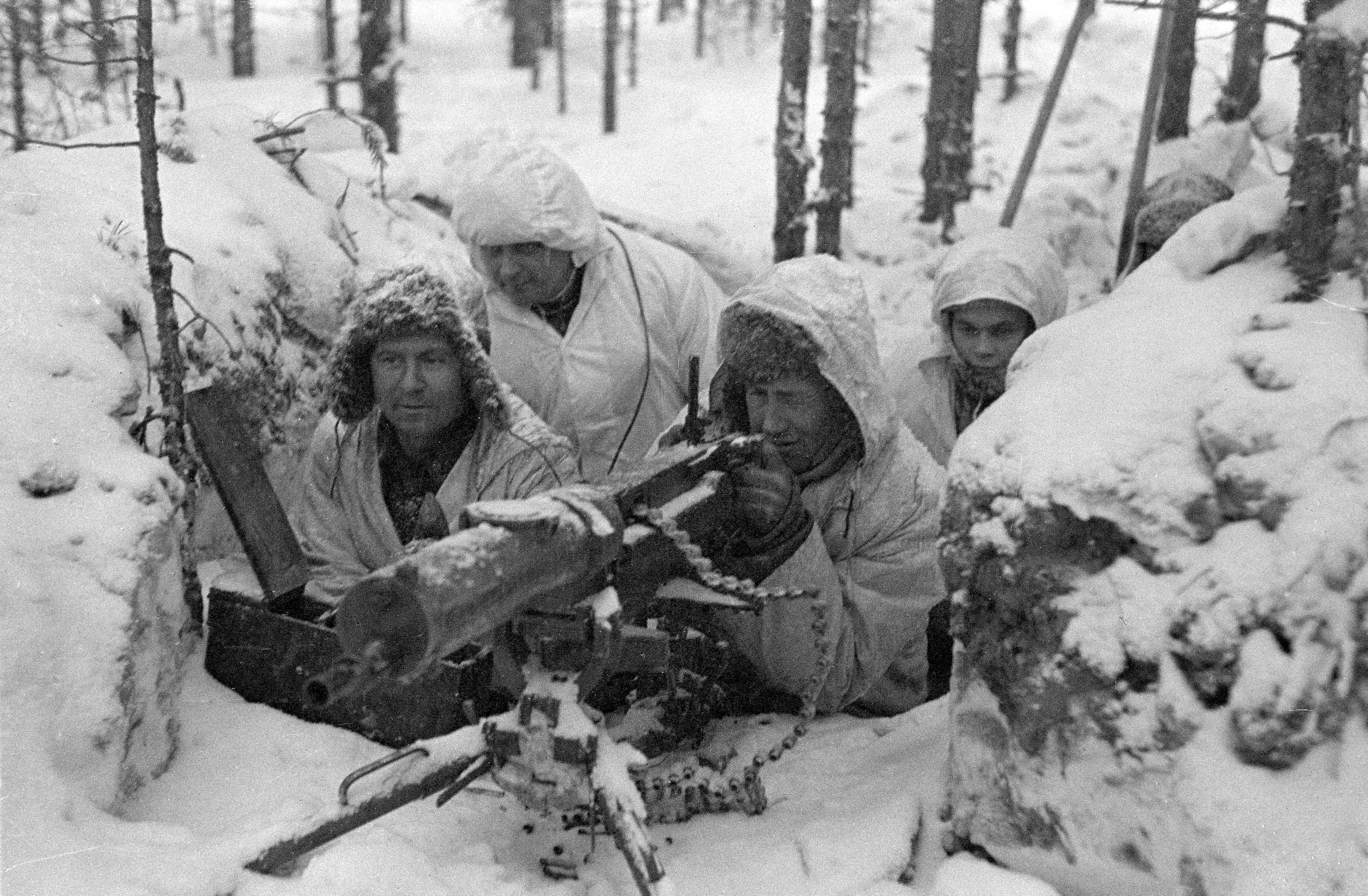
1939: Începutul războiului ruso-finlandez.

- 1224: Regele Andrei al II-lea al Ungariei întărește privilegiul dat de înaintașul său Geza al II-lea populației săsești din Transilvania. Acest act, azi pierdut, este cunoscut sub numele de Andreanum. Regiunea colonizată de aceștia, cuprinsă între Orăștie și Baraolt, inclusiv ținutul locuit de secui, se organizează ca un teritoriu autonom cu numeroase privilegii, în schimbul unor obligații financiare și militare față de coroană.
- 1718: Regele Carol al XII-lea al Suediei moare în timpul asediului fortăreței Fredriksten din Norvegia.
- 1786: Marele Ducat al Toscanei, sub Pietro Leopoldo I, devine primul stat modern care abolește pedeapsa capitală.
- 1858: Americanul John Landis Mason a patentat borcanul cu ghivent, cunoscut sub numele de "Borcanul Mason".
- 1872: A avut loc primul meci internațional de fotbal la Hamilton Crescent, Glasgow, între Scoția și Anglia.
- 1929: Manifestul către țară al Partidului Național-Țărănesc, în care se regăsesc problemele fundamentale ale vieții economice și social politice și căile de soluționare a acestora.
- 1936: La Londra, Palatul de Cristal este distrus într-un incendiu.
- 1938: La ordinul regelui Carol al II-lea, este asasinat liderul Gărzii de Fier, Corneliu Zelea Codreanu, împreună cu alți 13 legionari (Nicadorii și Decemvirii), de către jandarmii care îi transportau la închisoarea Jilava. Incidentul are loc în pădurea Tâncăbești, din apropierea Bucureștiului. După execuție, Zelea Codreanu și cei 13 legionari, au fost aruncați într-o groapă comună după ce au fost împușcați în spate, peste cadavre aruncându-se acid sulfuric.
- 1939: Începutul războiului ruso-finlandez.
- 1940: Au loc, la București, funeraliile fondatorului și liderului Gărzii de Fier, Corneliu Zelea Codreanu, și a celor 13 legionari, uciși în anul 1938, la ordinul regelui Carol al II-lea.
- 1947: Manifestații ale populației evreiești din București și din alte orașe din România, care salută hotărârea ONU din 29 noiembrie, privind crearea unui stat evreiesc în Palestina.
- 1966: Barbados și-a dobândit independența față de Marea Britanie.
- 1973: Adunarea Generala ONU adoptă Convenția Internațională asupra eliminării și reprimării crimei de apartheid.
- 1979: Formația de muzică rock Pink Floyd lansează albumul, The Wall.
- 1990: Demolarea Zidului Berlinului este finalizată oficial. Șase porțiuni mici rămân ca un memorial.
- 1995: Bill Clinton a fost primul președinte american care a vizitat Irlanda de Nord.
- 2008: Desfășurarea primelor alegeri parlamentare uninominale din România.

## Nașteri
- 0538: Grigore de Tours, episcop catolic, istoric (d. 594)
- 1427: Cazimir al IV-lea al Poloniei (d. 1492)
- 1466: Andrea Doria, politician genovez (d. 1560)
- 1508: Andrea Palladio, arhitect renascentist (d. 1580)
- 1554: Philip Sidney, poet englez (d. 1586)
- 1667: Jonathan Swift, scriitor irlandez-englez (d. 1745)

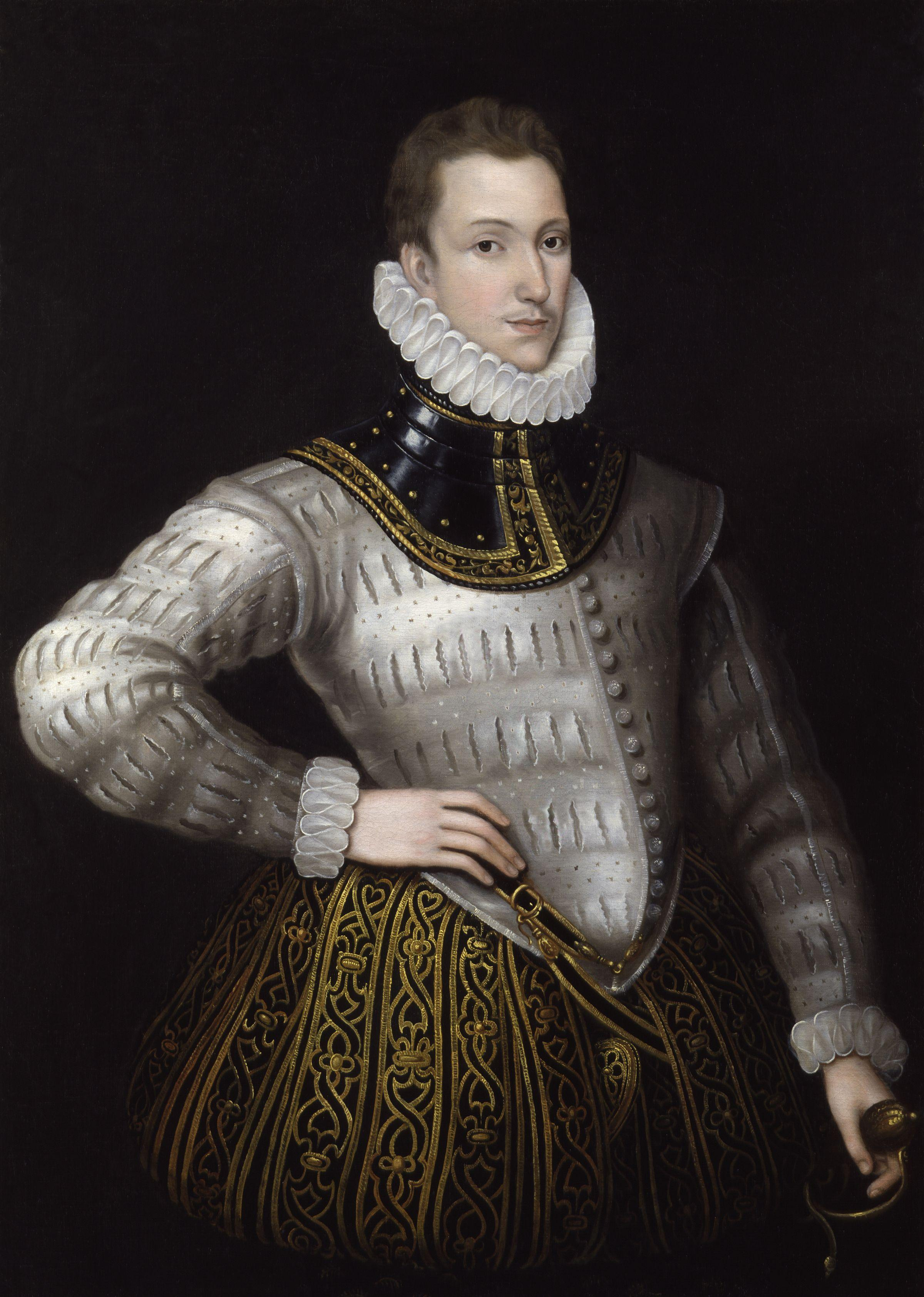
Philip Sidney, poet englez
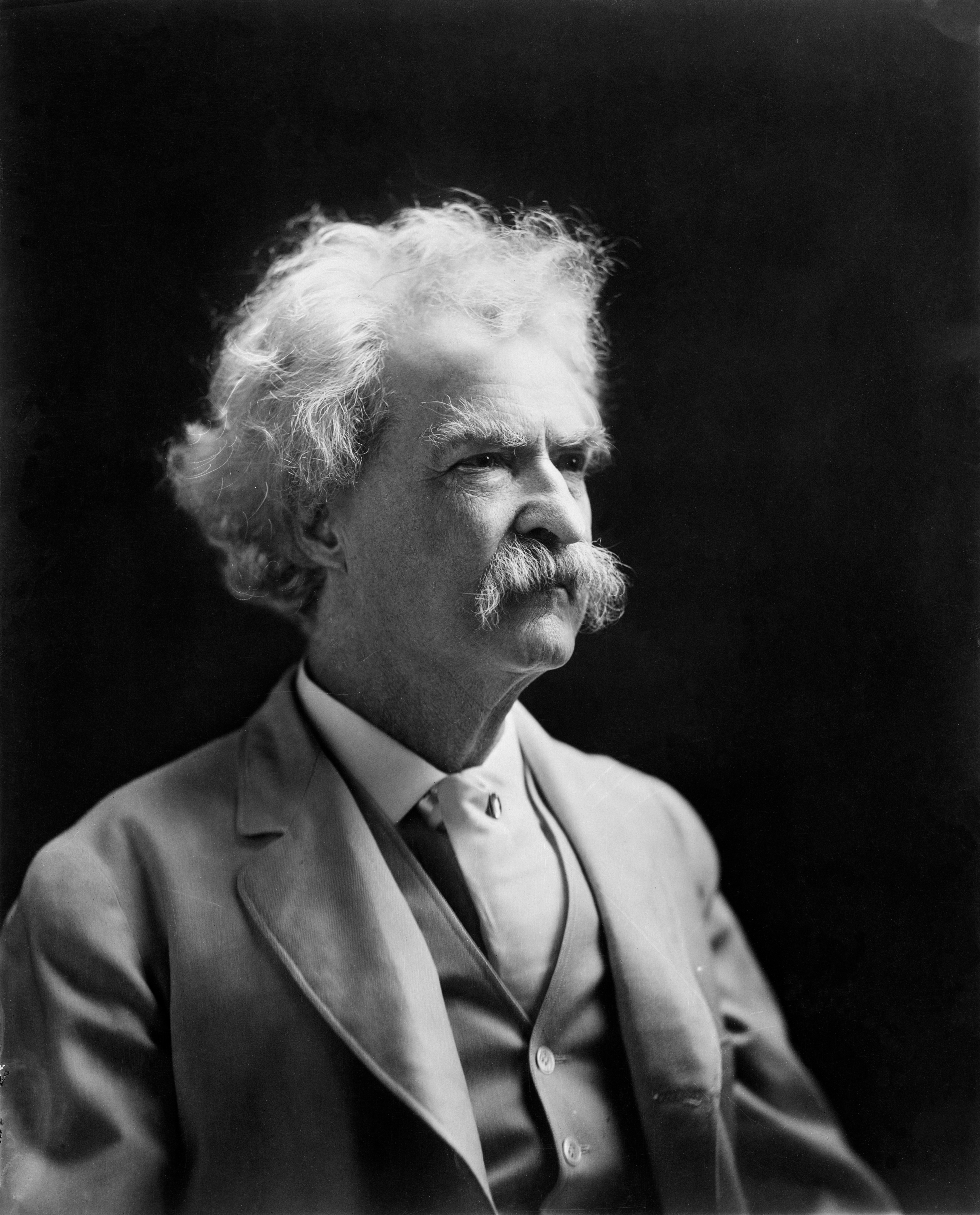
Mark Twain, scriitor și umorist american
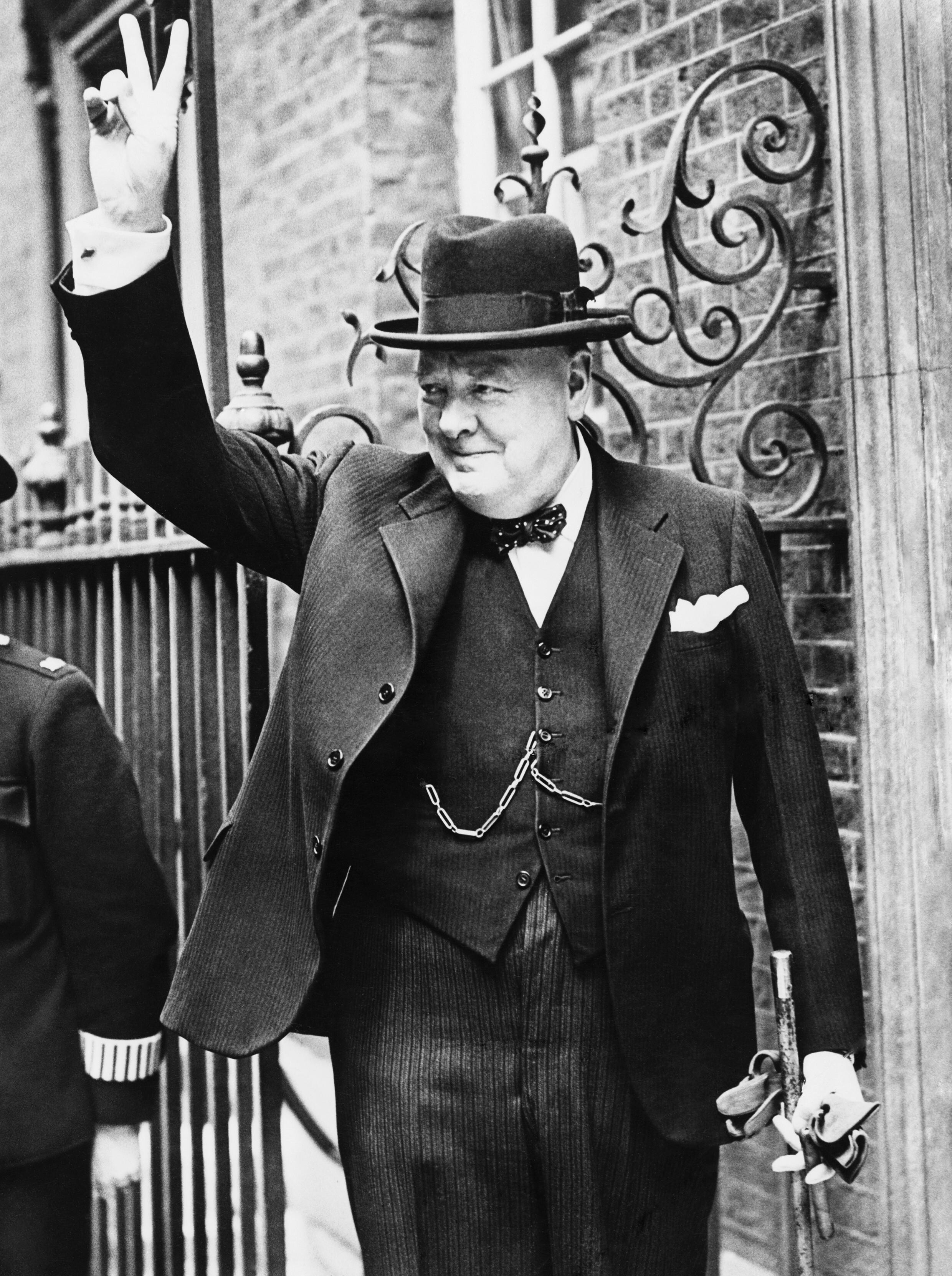
Winston Churchill, prim-ministru al Regatului Unit, laureat Nobel

- 1689: Joseph Wamps, pictor francez (d. 1744)
- 1699: Christian al VI-lea, rege al Danemarcei și Norvegiei (d. 1746)
- 1719: Prințesa Augusta de Saxa-Gotha, Prințesă de Wales (d. 1772)
- 1756: Ernst Chladni, fizician și muzician german (d. 1827)
- 1809: Joaquim Espalter, pictor spaniol (d. 1880)
- 1811: Alexandru Hâjdeu, scriitor român din Basarabia, membru fondator al Academiei Române (d. 1872)
- 1813: Charles-Valentin Alkan, muzician și compozitor francez (d. 1888)
- 1817: Theodor Mommsen, istoric și jurist german, laureat al Premiului Nobel (d. 1903)
- 1825: William-Adolphe Bouguereau, pictor francez (d. 1905)
- 1835: Mark Twain, scriitor, publicist, antreprenor, satirist și umorist american (d. 1910)
- 1858: Jagadish Chandra Bose, fizician și botanist indian (d. 1937)

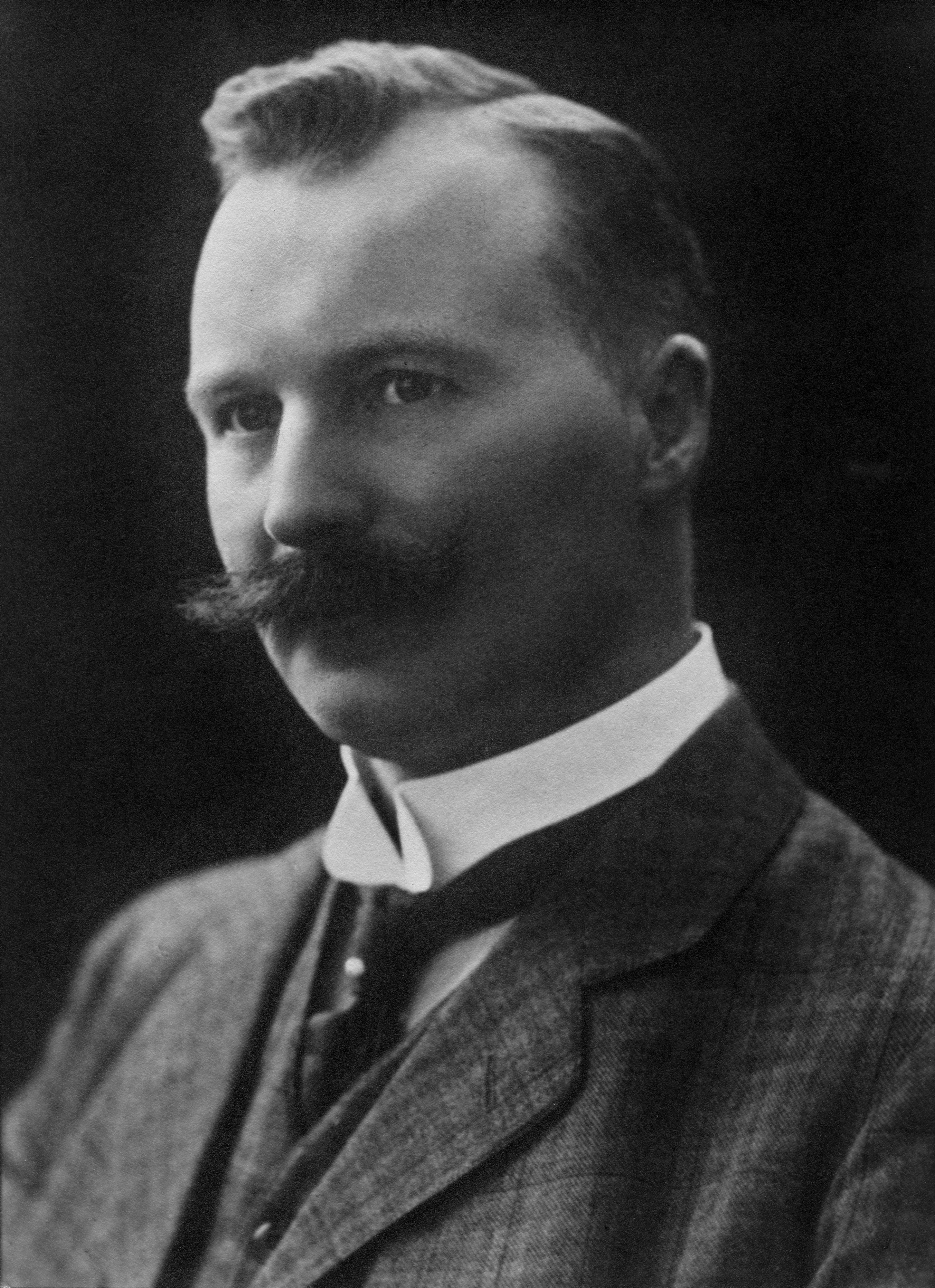
Gustaf Dalén, fizician suedez, laureat Nobel
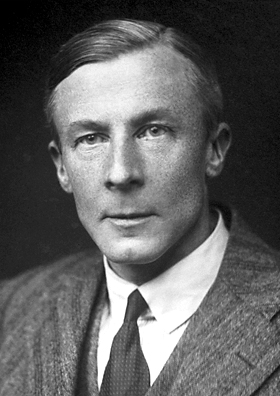
Edgar Douglas Adrian, fiziolog britanic, laureat Nobel
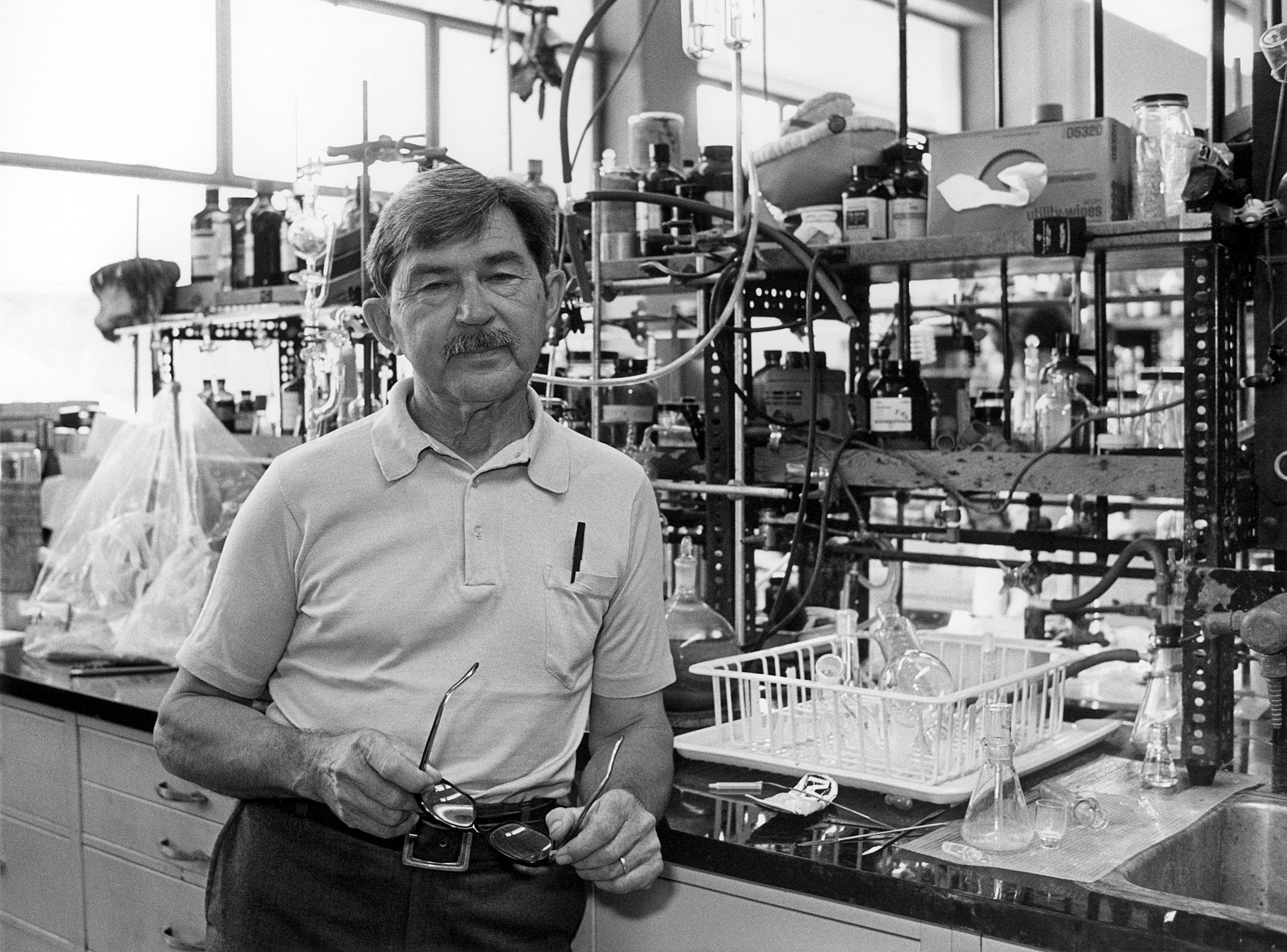
Henry Taube, chimist american, laureat Nobel

- 1869: Gustaf Dalén, fizician, inginer, antreprenor și inventator suedez, laureat al Premiului Nobel (d. 1937)
- 1870: Prințesa Henriette a Belgiei (d. 1948)
- 1874: Winston Churchill, politician și scriitor britanic, prim-ministru al Regatului Unit (1940-1945, 1951-1955) și laureat al Premiului Nobel (1953), (d. 1965)
- 1874: Lucy Maud Montgomery, scriitoare canadiană (d. 1942)
- 1889: Edgar Douglas Adrian, fiziolog britanic, laureat al Premiului Nobel (d. 1977)
- 1901: Infantele Alfonso, Duce de Calabria (d. 1964)
- 1915: Henry Taube, chimist american, laureat al Premiului Nobel (d. 2005)
- 1935: Trevor Blokdyk, pilot sud-african de Formula 1 (d. 1995)
- 1936: Eric Walter Elst, astronom belgian (d. 2022)
- 1937: Eduard Artemiev, compozitor rus (d. 2022)
- 1937: Ridley Scott, regizor de film și producător britanic
- 1937: Iuliu Furo, politician român
- 1943: Terrence Malick, regizor de film, scenarist și producător american
- 1944: Joseph Boakai, politician liberian, președinte al Liberiei
- 1945: Roger Glover, basist, producător, muzician și compozitor britanic (Deep Purple)
- 1945: Radu Lupu, compozitor român (d. 2022)

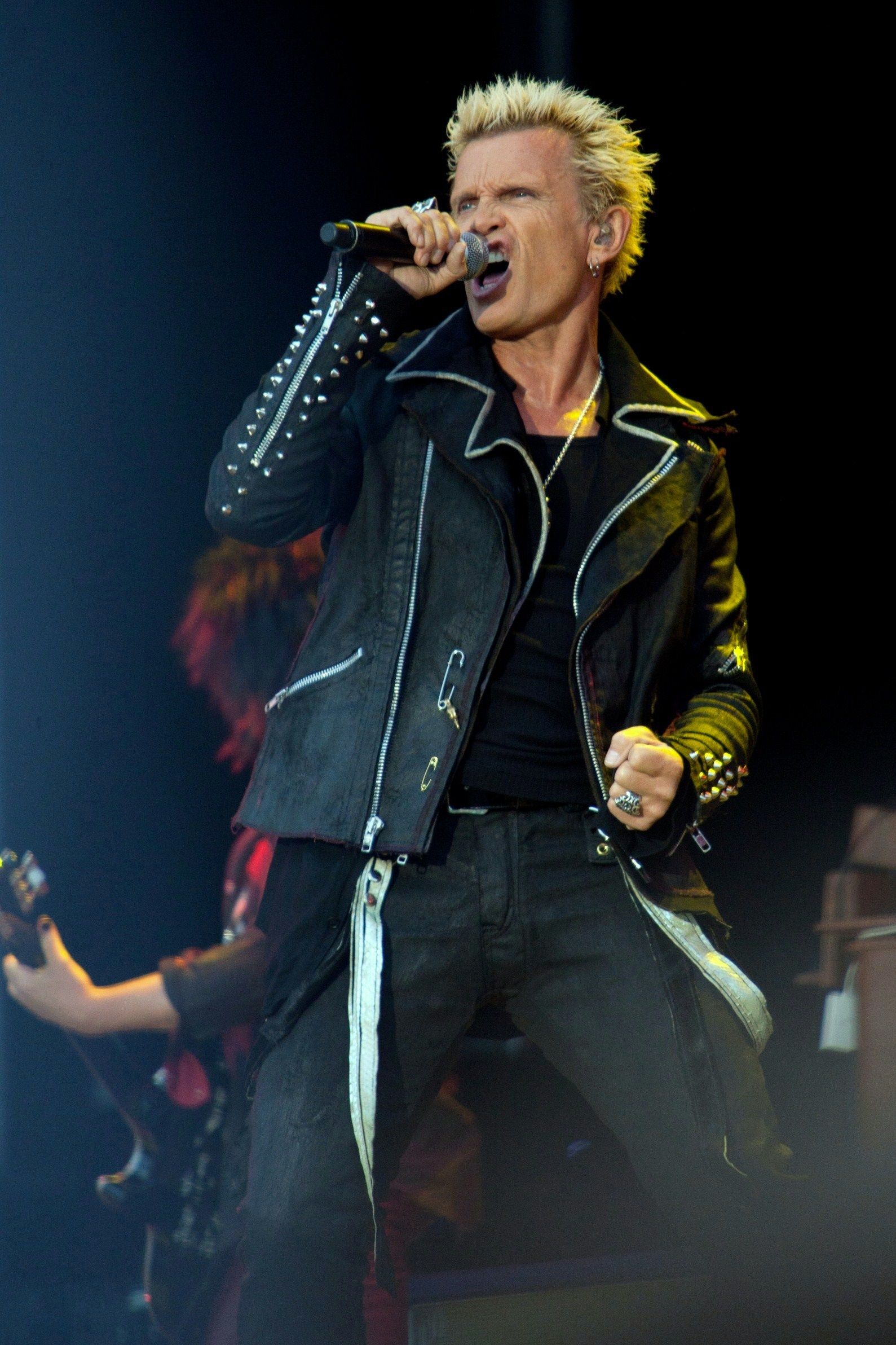
Billy Idol, muzician englez
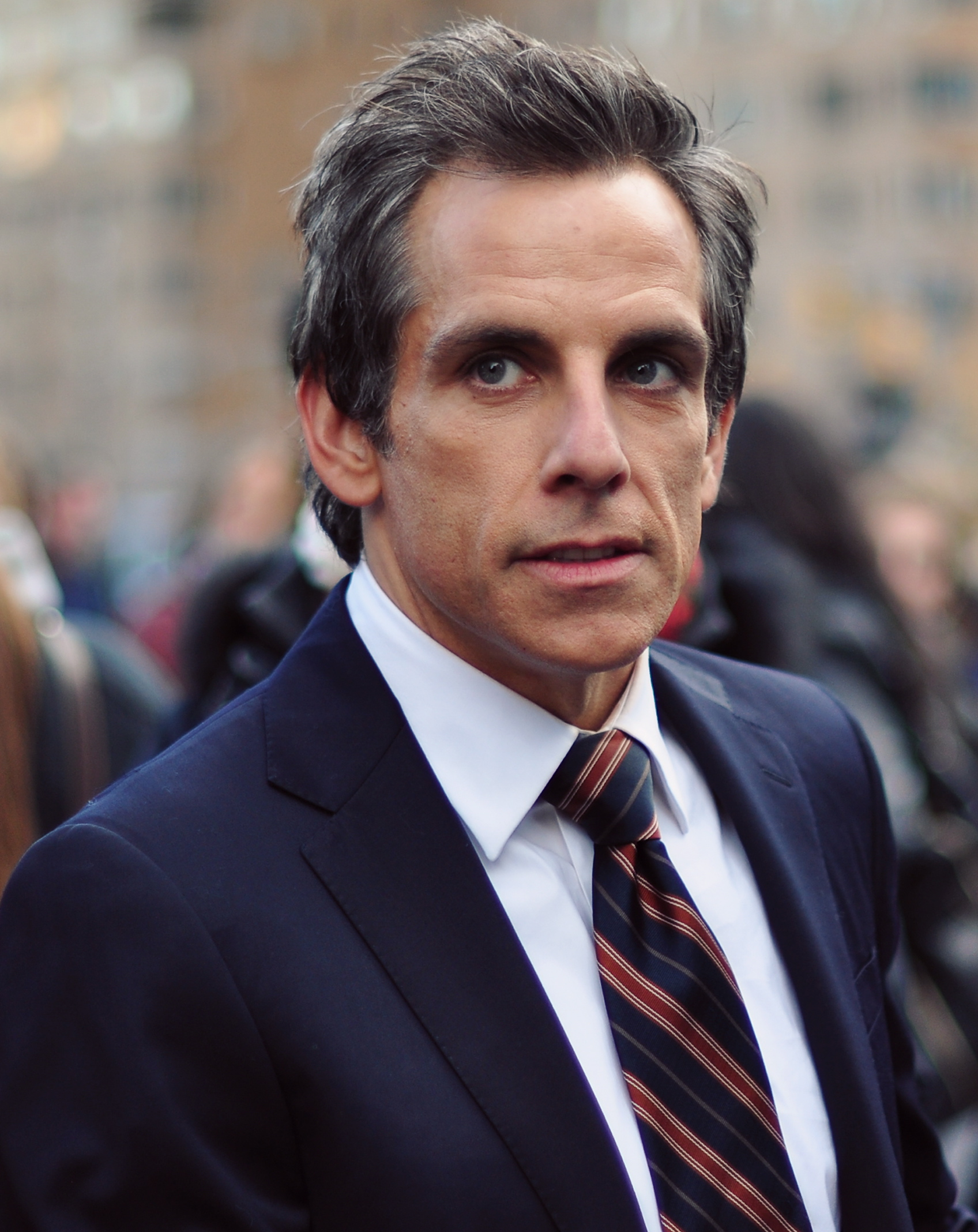
Ben Stiller, actor, comedian, scenarist, regizor și producător american
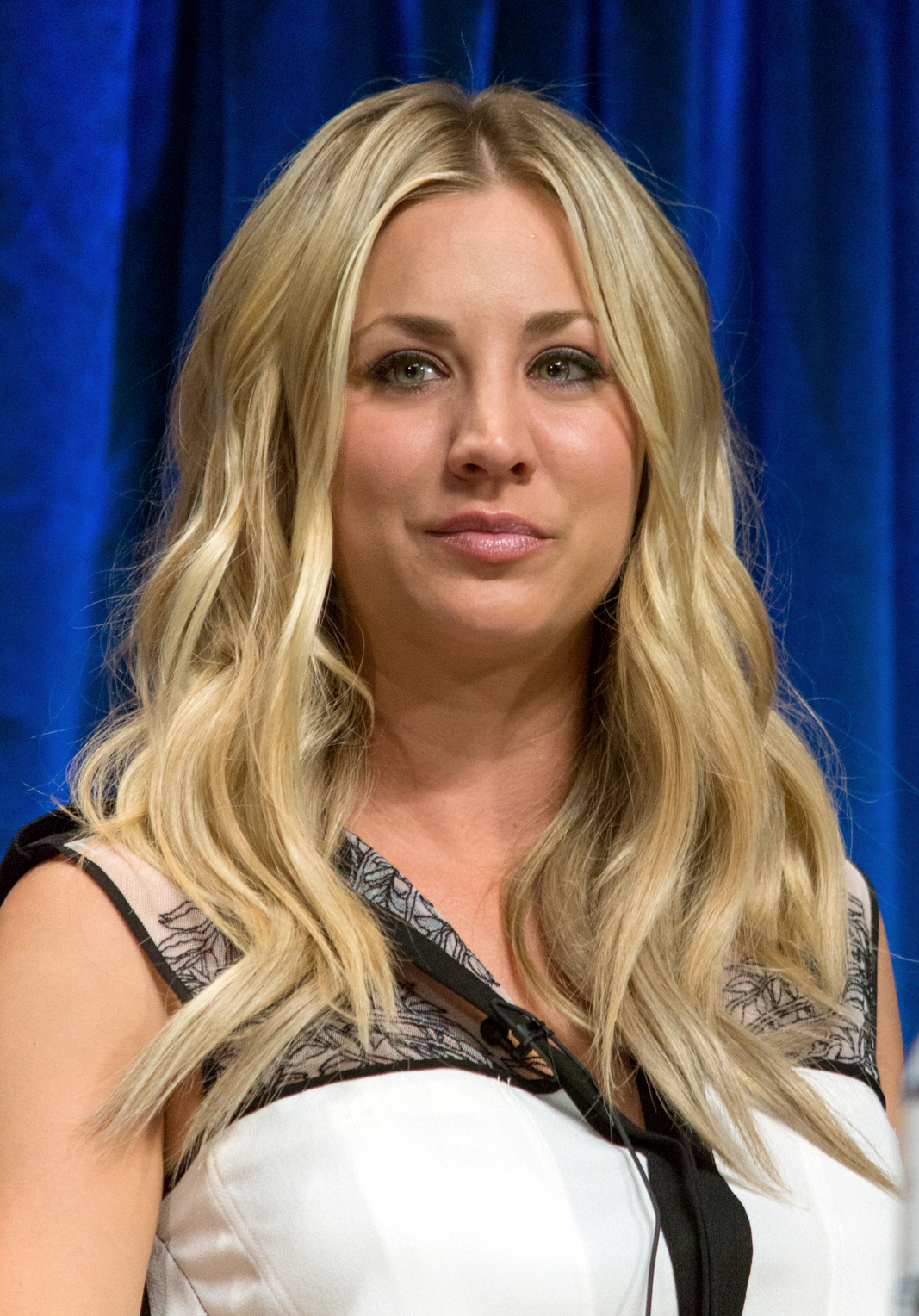
Kaley Cuoco, actriță și producătoare americană

- 1955: Billy Idol, muzician englez
- 1956: Gabriel Radu, actor român
- 1965: Ben Stiller (n. Benjamin Edward Stiller), actor, comedian, scenarist, regizor și producător american
- 1965: Prințul Akishino, al doilea fiu al împăratului Akihito al Japoniei
- 1968: Anca Boagiu, politiciană română
- 1978: Gael García Bernal, actor mexican
- 1983: Adrian Cristea, fotbalist român
- 1985: Kaley Cuoco, actriță și producătoare americană
- 1987: Charlie Murphy, actriță irlandeză
- 1987: Daniel Noboa, politician și om de afaceri ecuadorian, președinte al Ecuadorului

## Decese
- 1016: Edmund Braț-de-Fier, rege al Angliei (n. 989)
- 1204: Imre, rege al Ungariei (n. 1174)
- 1718: Carol al XII-lea, rege al Suediei (n. 1682)
- 1731: Brook Taylor, matematician englez (n. 1685)
- 1900: Oscar Wilde, scriitor irlandez (n. 1854)

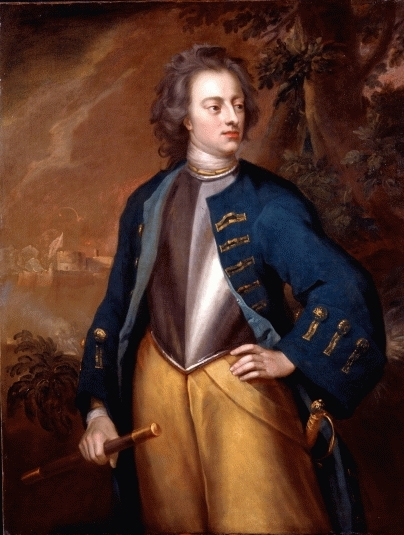
Carol al XII-lea, rege al Suediei
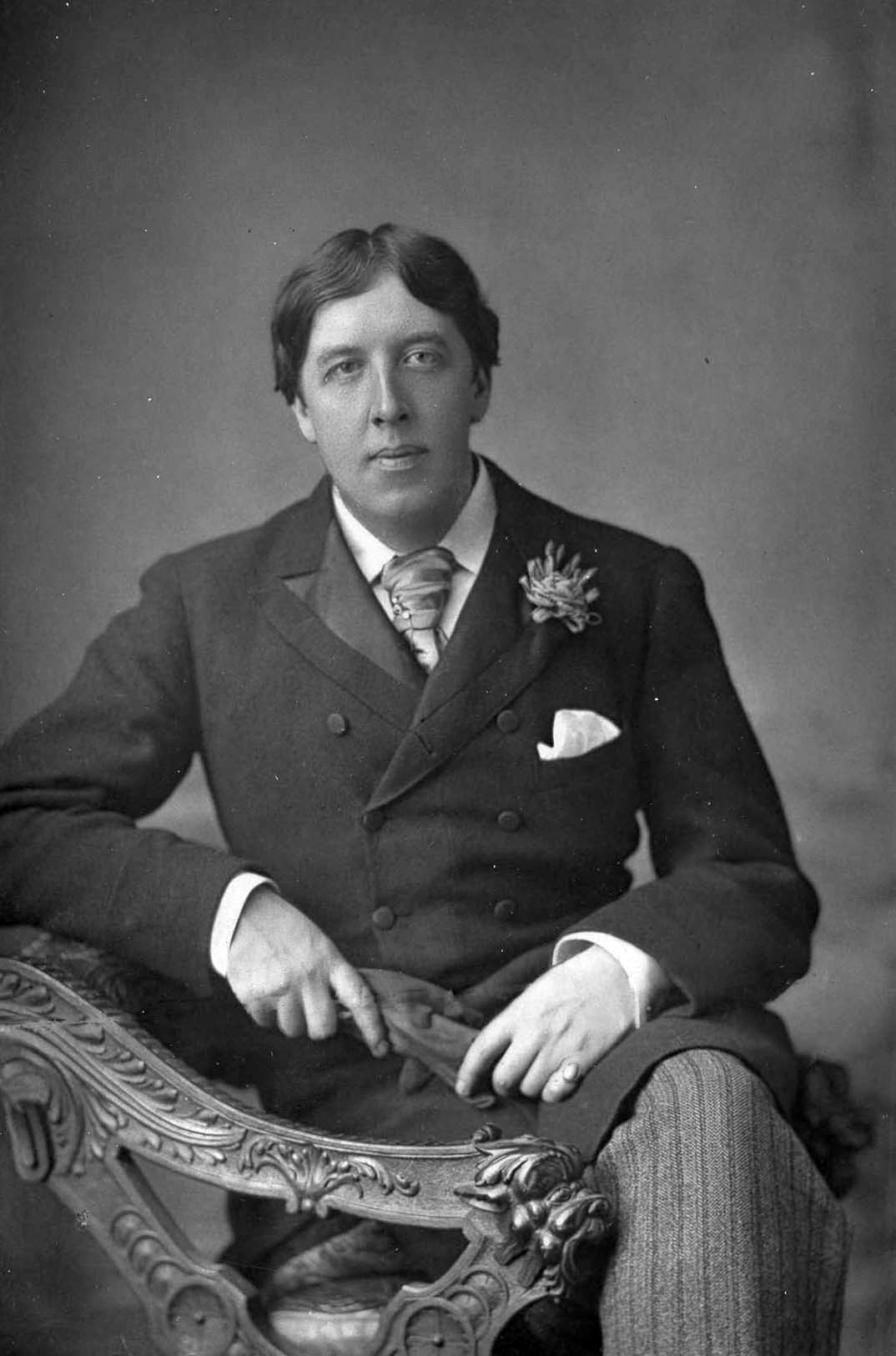
Oscar Wilde, scriitor irlandez
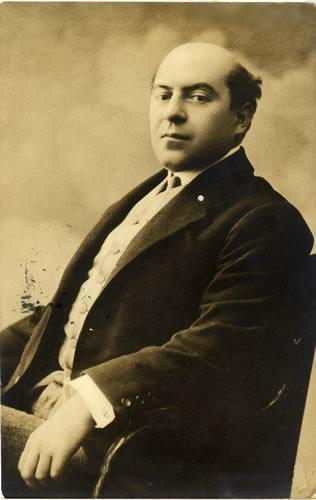
Cincinat Pavelescu, poet și epigramist român

- 1909: Karl Theodor, Duce de Bavaria (n. 1839)
- 1934: Cincinat Pavelescu, poet și epigramist român, autor de romanțe, lieduri, cantilene, serenade și madrigaluri. (n. 1872)
- 1935: Fernando Pessoa, poet portughez (n. 1888)
- 1935: Adrian Scott Stokes, pictor englez (d. 1854)
- 1938: Corneliu Zelea Codreanu, politician român, liderul și fondatorul Gărzii de Fier (n. 1899)

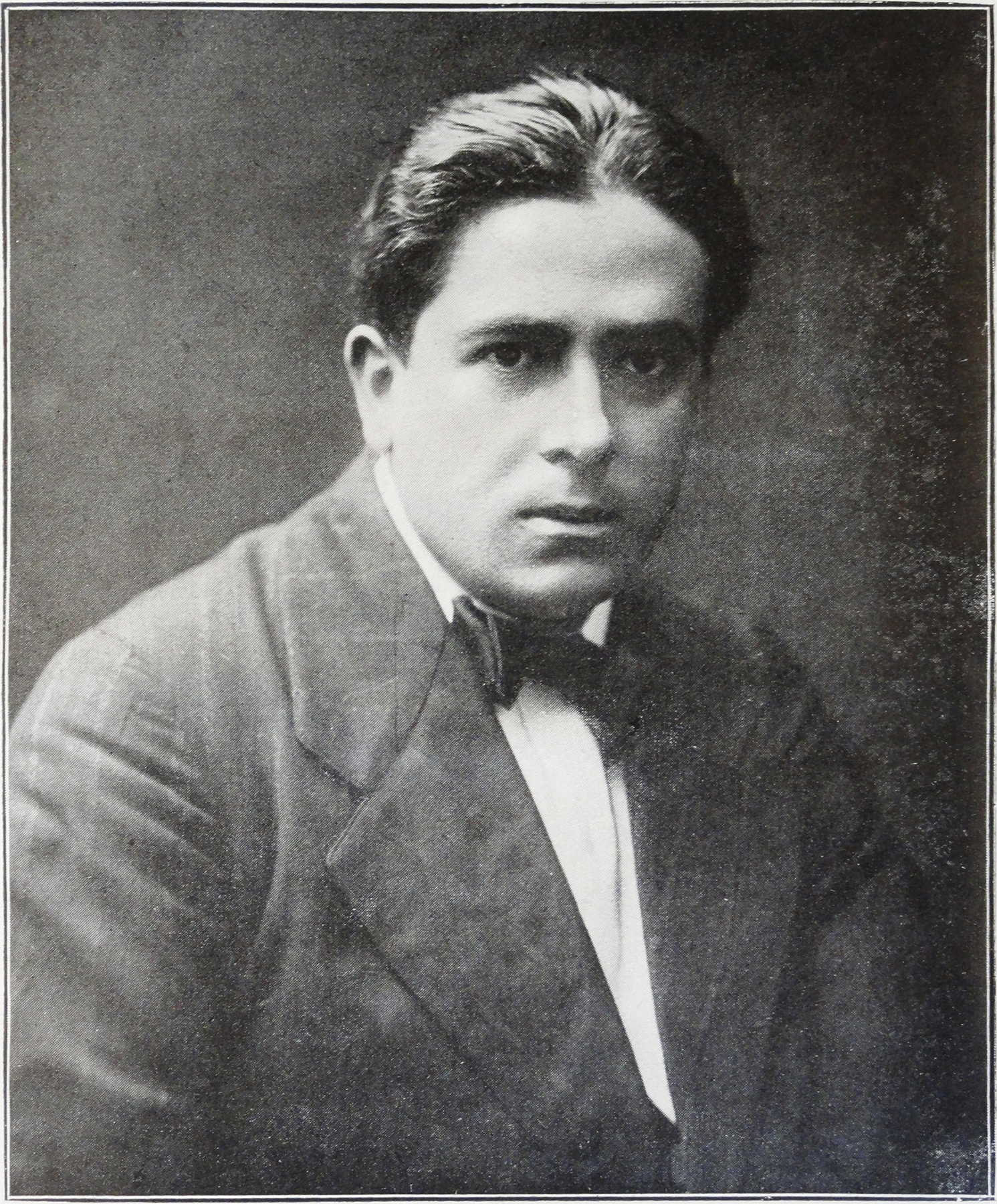
Francis Picabia, artist plastic spaniolo-francez
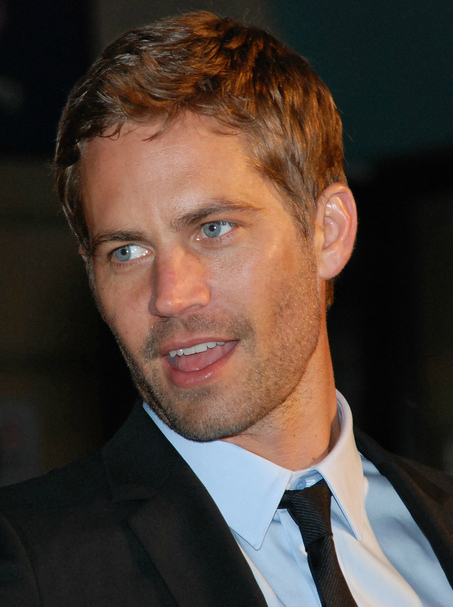
Paul Walker, actor american
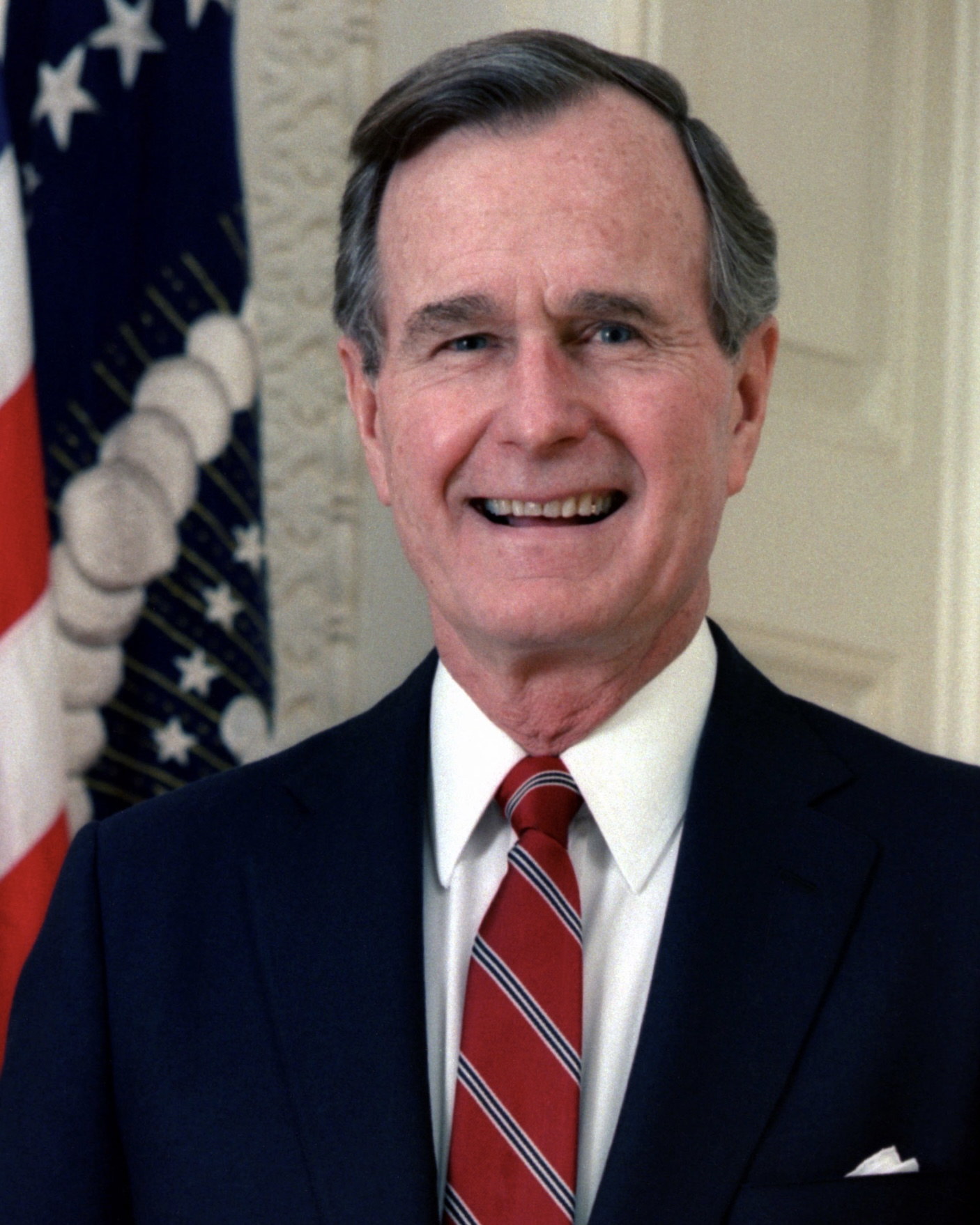
George H. W. Bush, al 41-lea președinte al Statelor Unite

- 1953: Francis Picabia, artist plastic, pictor, poet și tipograf francez de origine spaniolă (n. 1879)
- 1968: Prințul Feodor Alexandrovici al Rusiei (n. 1898)
- 2000: Stela Furcovici, actriță română (n. 1954)
- 2008: Béatrix Beck, scriitoare franceză, câștigătoare a Premiului Goncourt în 1952 (n. 1914)
- 2012: Inder Kumar Gujral, politician indian, al 12-lea prim-ministru al Indiei (n. 1919)
- 2013: Paul Walker, actor american (n. 1973)
- 2018: George H. W. Bush, politician american, al 41-lea președinte al Statelor Unite (n. 1924)
- 2019: Mariss Jansons, dirijor leton (n. 1943)
- 2022: Jiang Zemin, politician chinez, președinte ale Chinei în perioada 1993-2003 (n. 1926)
- 2023: Shane MacGowan, muzician irlandez  (n. 1957)

## Sărbători
- Sfântul Andrei, ocrotitorul României; Sfântul Frumentie, Ep.Etiopiei (calendarul creștin-ortodox)
- Sfântul Andrei (calendarul romano-catolic)
- Sfântul Andrei (calendarul greco-catolic)
- Barbados: Ziua Independenței (față de Marea Britanie, 1966